# Alpan
Alpan (sau Alpanu) a fost o zeitate htoniană (subpământeană) feminină din mitologia etruscă.
Tot ea era și zeița iubirii sexuale. Uneori era reprezentată cu o mantie largă și cu sandale, dar de obicei era dezbrăcată. De multe ori, era împodobită cu bijuterii.